# Downley

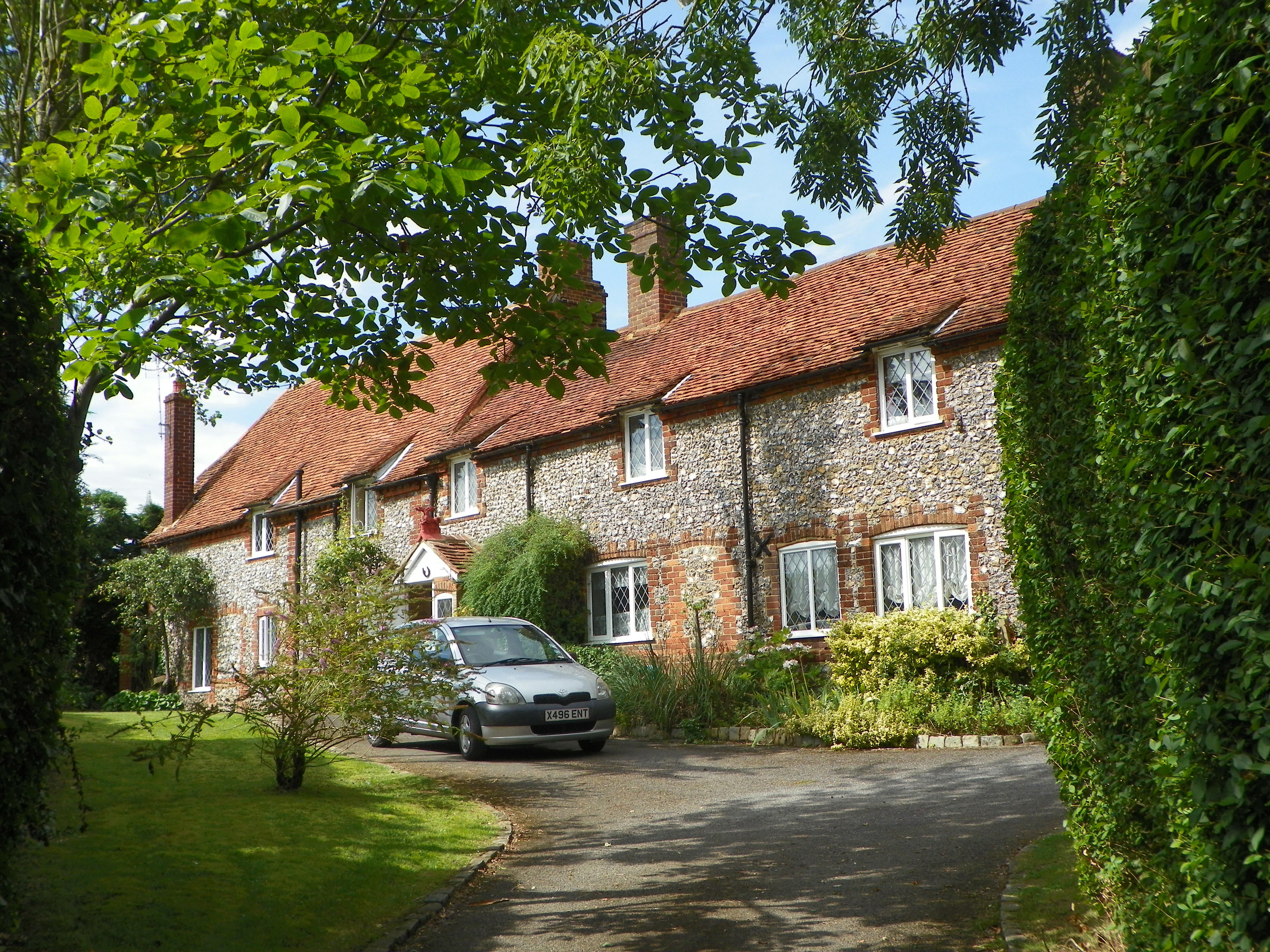
Blacksmiths Cottage, Downley, 2012

Downley est un village du Buckinghamshire, Angleterre. Le village, situé sur les chilterns, surplombe la ville de High Wycombe au nord-est de celle-ci. Aujourd'hui Downley fait partie de la banlieue de High Wycombe. La population est de 2 244 habitants.